# Mecosarthron domingoensis
Mecosarthron domingoensis är en skalbaggsart som först beskrevs av Fisher 1932.  Mecosarthron domingoensis ingår i släktet Mecosarthron och familjen långhorningar. Inga underarter finns listade i Catalogue of Life.